# 클로크

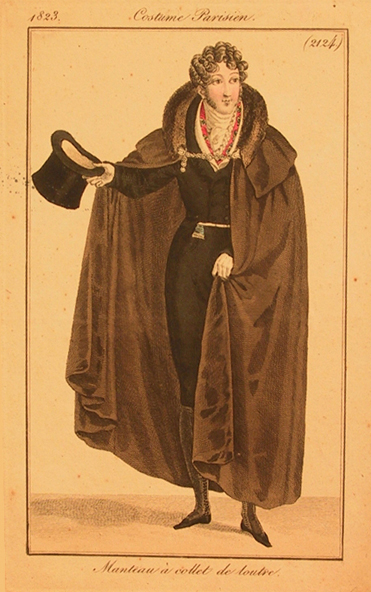
저녁 클로크 혹은 망토, Costume Parisien에서, 1823

클로크(영어: cloak)는 소매가 없는 외투이다. 망토와 구별이 모호하지만, 외투보다는 몸을 감싸는 것이라는 의미가 강하다. 또한 머리를 가리는 후드가 있으면 클로크, 없으면 망토로 구별한다.

## 설명
클로크는 옷 위에 입는 헐렁한 옷의 일종으로, 대부분 야외용 겉옷으로 항상 그런 것은 아니지만 외투와 같은 목적으로 착용자를 날씨로부터 보호한다. 제복의 일부가 될 수도 있다. 다양한 사회의 사람들이 클로크를 입을 수 있다. 시간이 지남에 따라 클로크 디자인은 패션과 사용 가능한 직물에 맞게 변경되었다.
클로크는 일반적으로 목이나 어깨 위로 고정되며 엉덩이부터 발목까지 길이가 다양하다. 종아리 중간이 정상 길이이다. 후드가 부착되어 있고 앞면을 덮고 고정할 수 있으며, 이 경우 손이 통과할 수 있는 구멍이나 틈이 있다. 그러나 클로크는 거의 항상 민소매이다.
기독교 성직자들은 캅파(클로크 형태)를 전례복이나 종교적 습관의 일부로 입을 수 있다.

## 같이 보기
- 폰초
- 로브
- 숄
- 염습
- 숄
- 베일